# Munyeodo
Munyeodo är en ö i Sydkorea.  Den ligger i provinsen Norra Jeolla, i den sydvästra delen av landet, 200 km söder om huvudstaden Seoul. Arean är 3,0 kvadratkilometer.
Terrängen på Munyeodo är platt. Öns högsta punkt är 113 meter över havet. Den sträcker sig 2,3 kilometer i nord-sydlig riktning, och 2,7 kilometer i öst-västlig riktning.